# 댄 앰보이어
댄 앰보이어(Dan Amboyer, 1985년 ~ )는 미국의 배우이다.